# Lust for Life (album Iggy Pop)
| Recensione       | Giudizio    |
| ---------------- | ----------- |
| AllMusic         |             |
| Onda Rock        | Consigliato |
| Piero Scaruffi   | 6/10        |
| Robert Christgau | A-          |

Lust for Life è il secondo album in studio del cantante statunitense Iggy Pop, pubblicato il 29 agosto 1977 dalla RCA Records.

## Descrizione
Le sessioni di registrazione di Lust for Life si svolsero dopo la fine del tour di promozione all'album precedente The Idiot, che si era concluso il 16 aprile 1977. Riguardo al disco, a posteriori Pop dichiarò: «Io e David eravamo decisi a registrare quell'album in maniera molto veloce, cosa che facemmo, mixaggio compreso, in appena otto giorni, e dato che l'avevamo fatto così velocemente, ci avanzarono un sacco di soldi, che ci dividemmo».
Bowie, Pop e l'ingegnere del suono Colin Thurston produssero Lust for Life sotto lo pseudonimo "Bewlay Bros." (nome ispirato alla traccia finale del disco di Bowie Hunky Dory). Le sedute ebbero luogo all'Hansa Studio by the Wall di Berlino ovest e videro la presenza di Ricky Gardiner e Carlos Alomar alla chitarra con Hunt e Tony Sales alla batteria e al basso rispettivamente. Con Bowie alla tastiera e ai cori, il gruppo includeva tre quarti dei futuri Tin Machine. La foto di copertina è opera di Andy Kent, autore anche di quella di The Idiot.
La prima traccia del disco, Lust for Life, ha riacquistato successo dopo essere stata utilizzata nel film Trainspotting del 1996. In seguito è stata invece inserita alla posizione 149 della classifica delle 500 migliori canzoni secondo Rolling Stone.

## Tracce
1. Lust for Life – 5:13 (testo: Iggy Pop – musica: David Bowie)
2. Sixteen – 2:26 (Iggy Pop)
3. Some Weird Sin – 3:42 (testo: Iggy Pop – musica: David Bowie)
4. The Passenger (feat. David Bowie) – 4:44 (testo: Iggy Pop – musica: Ricky Gardiner)
5. Tonight – 3:39 (testo: Iggy Pop – musica: David Bowie)
6. Success – 4:25 (testo: Iggy Pop – musica: David Bowie, Ricky Gardiner)
7. Turn Blue – 6:56 (testo: Iggy Pop, Walter Lacey – musica: David Bowie, Warren Peace)
8. Neighborhood Threat – 3:25 (testo: Iggy Pop – musica: David Bowie, Ricky Gardiner)
9. Fall in Love with Me – 6:30 (testo: Iggy Pop – musica: David Bowie, Hunt Sales, Tony Sales)

## Formazione
- Iggy Pop – voce
- Carlos Alomar – chitarra
- Ricky Gardiner – chitarra
- Tony Sales – basso
- Hunt Sales – batteria

Altri musicisti
- David Bowie – tastiere, pianoforte, voce

Tecnici
- Colin Thurston, Eduard Meyer – arrangiamenti
- Bewlay Bros. – produzione
- David Bowie – registrazione